# Cech bursztynników w Gdańsku

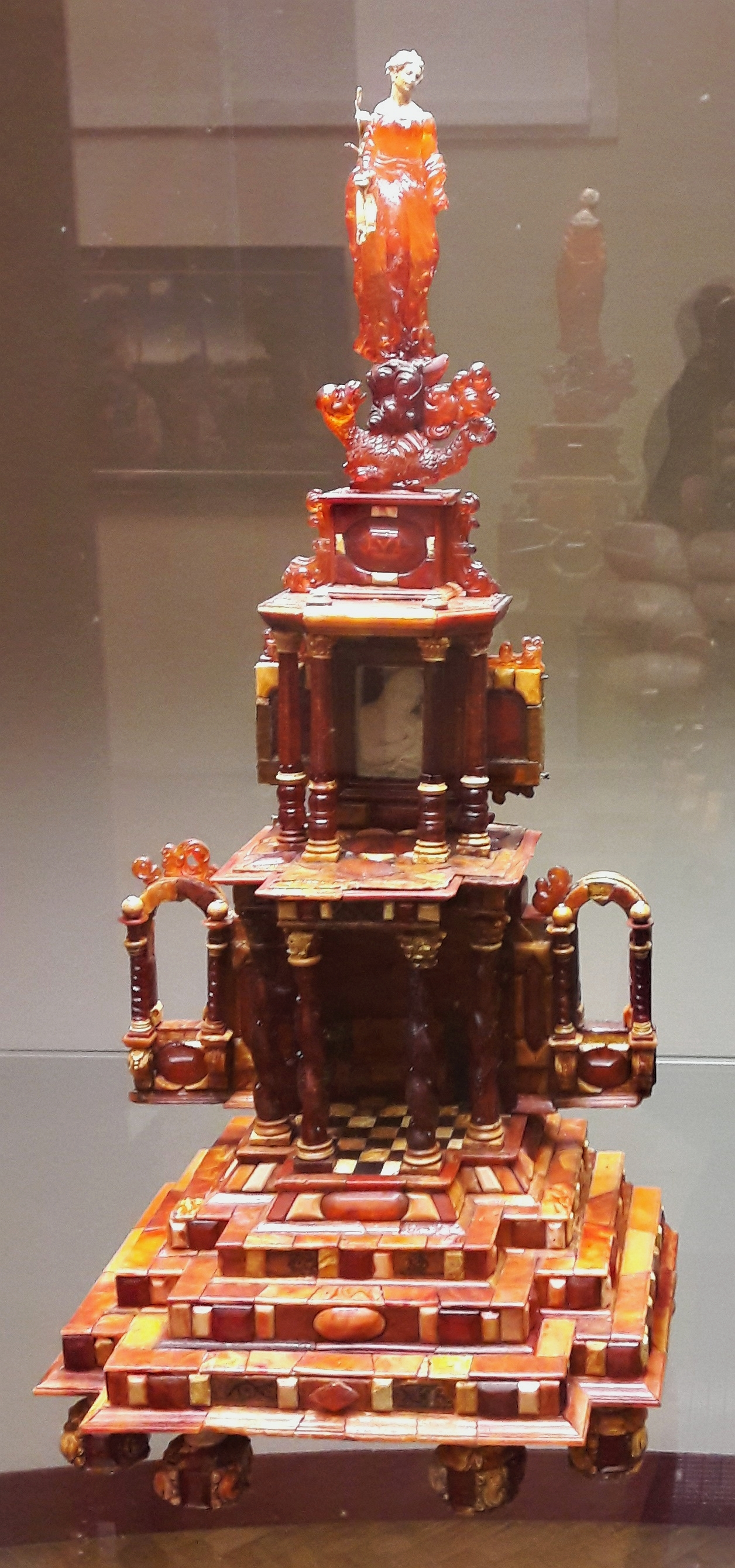
Bursztynowy ołtarz, Gdańsk, druga połowa XVII wieku, autor nieznany, Muzeum Narodowe w Pradze

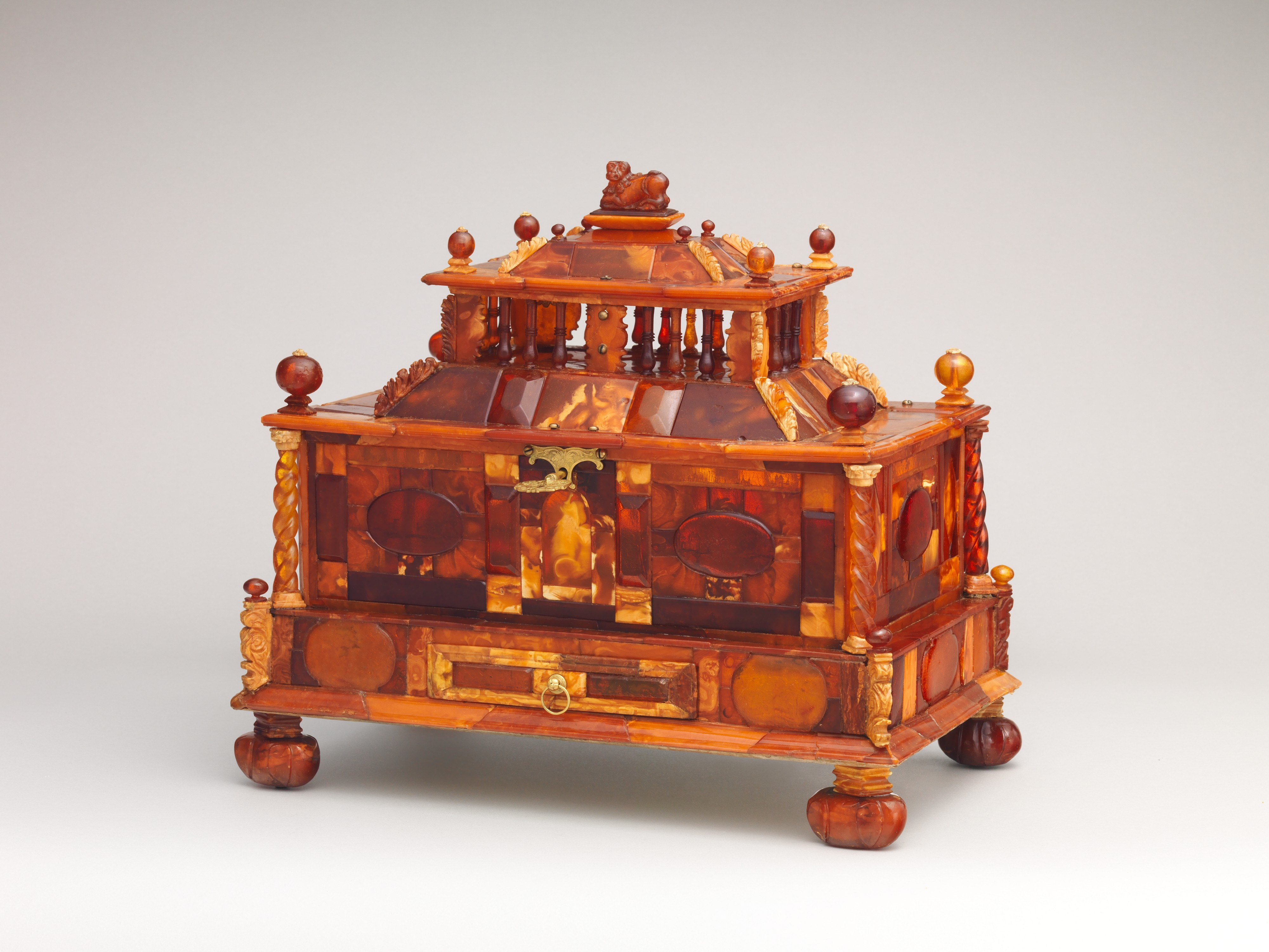
Dzieło mistrza cechu bursztynników z Gdańska. Szkatuła bursztynowa z około 1680 roku przypisywana Michaelowi Redlinowi, Metropolitan Museum of Art

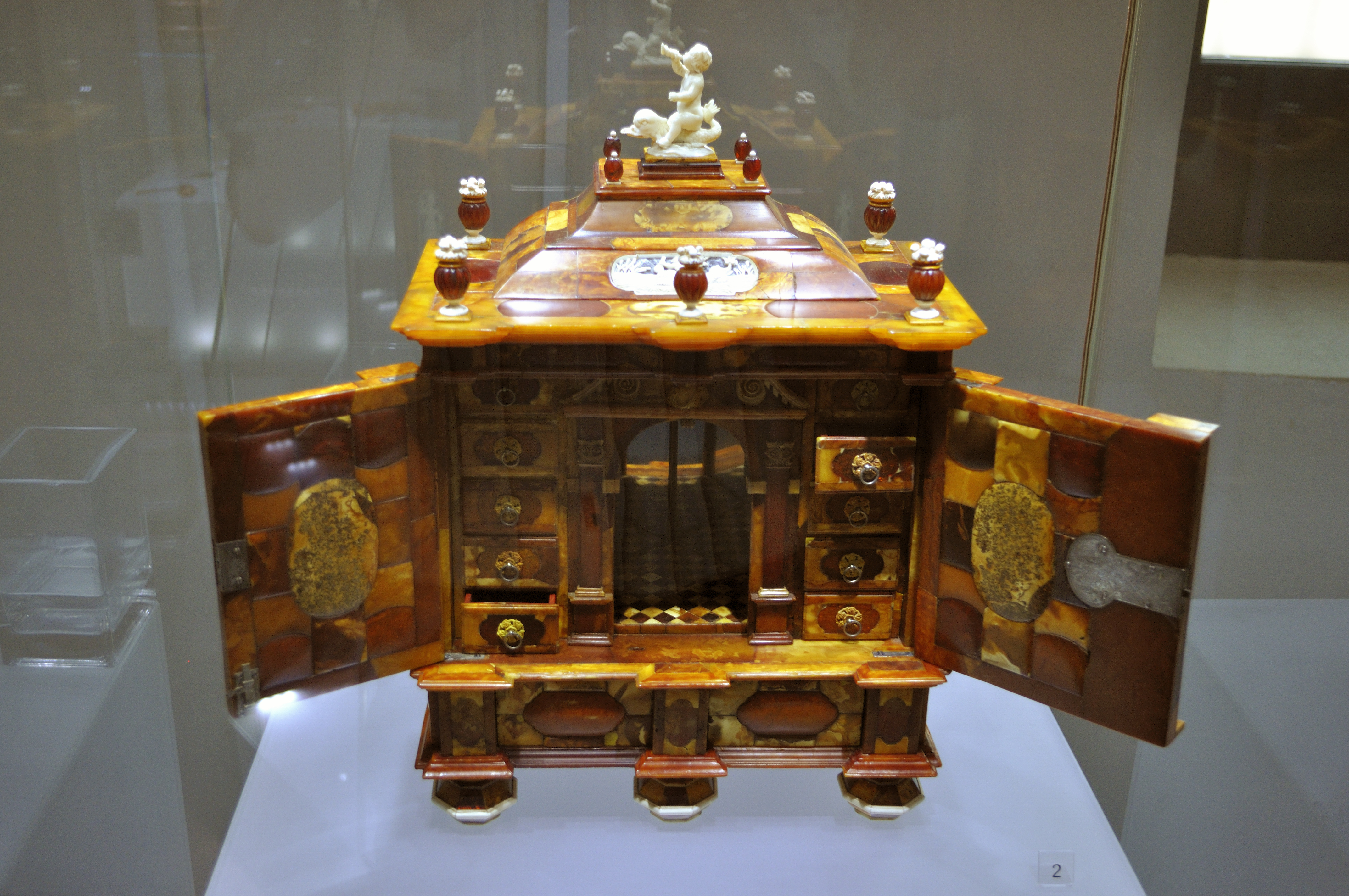
Kabinet bursztynowy mistrza gdańskiego cechu bursztynników J.G. Zernebacha z 1724 roku, Muzeum Bursztynu w Gdańsku

Cech bursztynników w Gdańsku – cech rzemieślników specjalizujących się w obróbce bursztynu i wytwarzaniu z niego wyrobów, powstały w Gdańsku w 1477 roku i istniejący do przełomu XVIII i XIX wieku.
Duże złoża bursztynu rozmieszczone są wzdłuż południowego brzegu Bałtyku, szczególnie przy zachodnich brzegach Półwyspu Sambijskiego i w rejonie przybrzeżnym Zatoki Gdańskiej. Znajdywane bryłki bursztynu obrabiane były przez człowieka  w tym rejonie już w mezolicie. W okresie rzymskim zaczęto na większą skalę pozyskiwać i wywozić surowy bursztyn znad południowego Bałtyku na południe Europy tzw. bursztynowym szlakiem, jednocześnie na lokalne potrzeby wytwarzano z bursztynu różne ozdoby aż do powstania w Prusach państwa krzyżackiego, które od 1264 roku stopniowo ograniczało wolność zbioru bursztynu i jego obróbki. W 1394 roku Krzyżacy całkowicie zakazali zbioru i posiadania bursztynu przez ludność na własne potrzeby i zmonopolizowali jego pozyskiwanie, tworząc sieć skupu surowca. Jednym z większych ośrodków został Gdańsk, po zajęciu go przez Zakon. Monopol objął również handel bursztynem. Krzyżacy wprowadzili także prawie całkowity zakaz wytwarzania na terenie ich państwa przedmiotów z bursztynu, a prawie cały surowiec gromadzili w Królewcu i sprzedawali rzemieślnikom Europy Zachodniej, zwłaszcza z Lubeki oraz Brugii, które to ośrodki wyspecjalizowały się dzięki temu w bursztyniarstwie. Wyjątkiem była tylko niewielka miejscowa produkcja przedmiotów bursztynowych (w tym w Gdańsku) dla władz krzyżackich. Cały import bursztynu na Zachód odbywał się przez Królewiec, a zyski czerpała administracja zakonna.
Utrata przez Zakon, w wyniku przegranej wojny trzynastoletniej i ustaleń pokoju toruńskiego w 1466 roku, Pomorza Gdańskiego spowodowała, że na tych ziemiach przestał obowiązywać zakaz produkcji z bursztynu, zniknął też państwowy monopol na handel i pozyskiwanie jantaru. W efekcie Gdańsk zaczął rozwijać swoje sieci skupu bursztynu, obrabiać go i handlować nim. Tworząca się grupa rzemieślników specjalizujących się w obróbce bursztynu już w 1477 roku była na tyle liczna w Gdańsku, że 31 marca tegoż roku założyli oni swój cech. Wieloletnie wzajemne negocjacje cechu, gdańskiej rady miejskiej, króla Polski i wielkiego mistrza Zakonu stopniowo doprowadziły do umów (w 1480 i/lub w 1496), dzięki którym znaczne ilości bursztynu z Sambii kupował gdański cech. Kolejne umowy zakupu dużych partii bursztynu sambijskiego zawierano regularnie aż do 1699 roku (ta umowa obowiązywała do 1705 roku). Ponadto kolejnym źródłem znacznych ilości surowca była Mierzeja Wiślana, co do której w 1571 roku cech zdołał uzyskać od władz Gdańska monopol na skup tamtejszego bursztynu. Co najmniej od 1620 roku funkcjonowało zarządzenie rady miejskiej Gdańska, które udzielało zezwolenia na skup i sprzedaż nieobrobionego bursztynu wyłącznie członkom miejscowego cechu bursztynniczego. Akt ten był kilkakrotnie odnawiany w XVII wieku. Miało to m.in. ograniczyć działalność rzemieślników niezrzeszonych w cechu, głównie tzw. partaczy, jednak  pomimo tego liczba partaczy czasami przewyższała liczbę mistrzów cechowych, a zdarzały się sytuacje, gdy partacz był na tyle wybitnym twórcą, że mimo protestów cechu nie tylko działał na szeroką skalę, ale i otrzymywał duże i prestiżowe zamówienia na wyroby bursztynowe od członków samej rady miasta. Takim przypadkiem był Christoph Maucher. Cechowi nie podlegali także bursztynnicy pracowni opactwa Cystersów w Oliwie.
Szczyt prosperity cechu przypada na II połowy XVII wieku, gdy cech liczył 50 mistrzów, i trwał do 1725 roku. Kryzys zaczął się w 1726 roku, gdy Fryderyk Wilhelm I Pruski, w którego gestii były decyzje dotyczące sprzedaży sambijskiego surowca podjął decyzję o preferowaniu zapotrzebowania bursztynników z miast wchodzących do jego królestwa (zwłaszcza Królewca i Słupska), którym przydzielił łącznie 2/3 sprzedawanego bursztynu, a ośrodki spoza Prus otrzymały łącznie prawo zakupu 1/3 urobku. W 1729 roku przydział bursztynu dla cechu gdańskiego ograniczono jeszcze bardziej. Oprócz problemów z pozyskaniem surowca istotną przyczyną kryzysu cechu bursztynników był spadek od II ćwierci XVIII wieku popytu w Europie na wyroby bursztynowe wraz z nastaniem w sztuce rokoka, które preferowało inne substancje zdobnicze Czynniki te spowodowały szybki spadek mistrzów bursztynnictwa w Gdańsku, tak że w latach 30. XVIII wieku było ich już tylko siedmiu, a cech zanikł na przełomie XVIII i XIX wieku.
W 1996 roku w Gdańsku powstało Międzynarodowe Stowarzyszenie Bursztynników – organizacja zrzeszająca rzemieślników i artystów tworzących w bursztynie, a także naukowców badających tę substancję.